# ایستگاه متروی حسن‌آباد

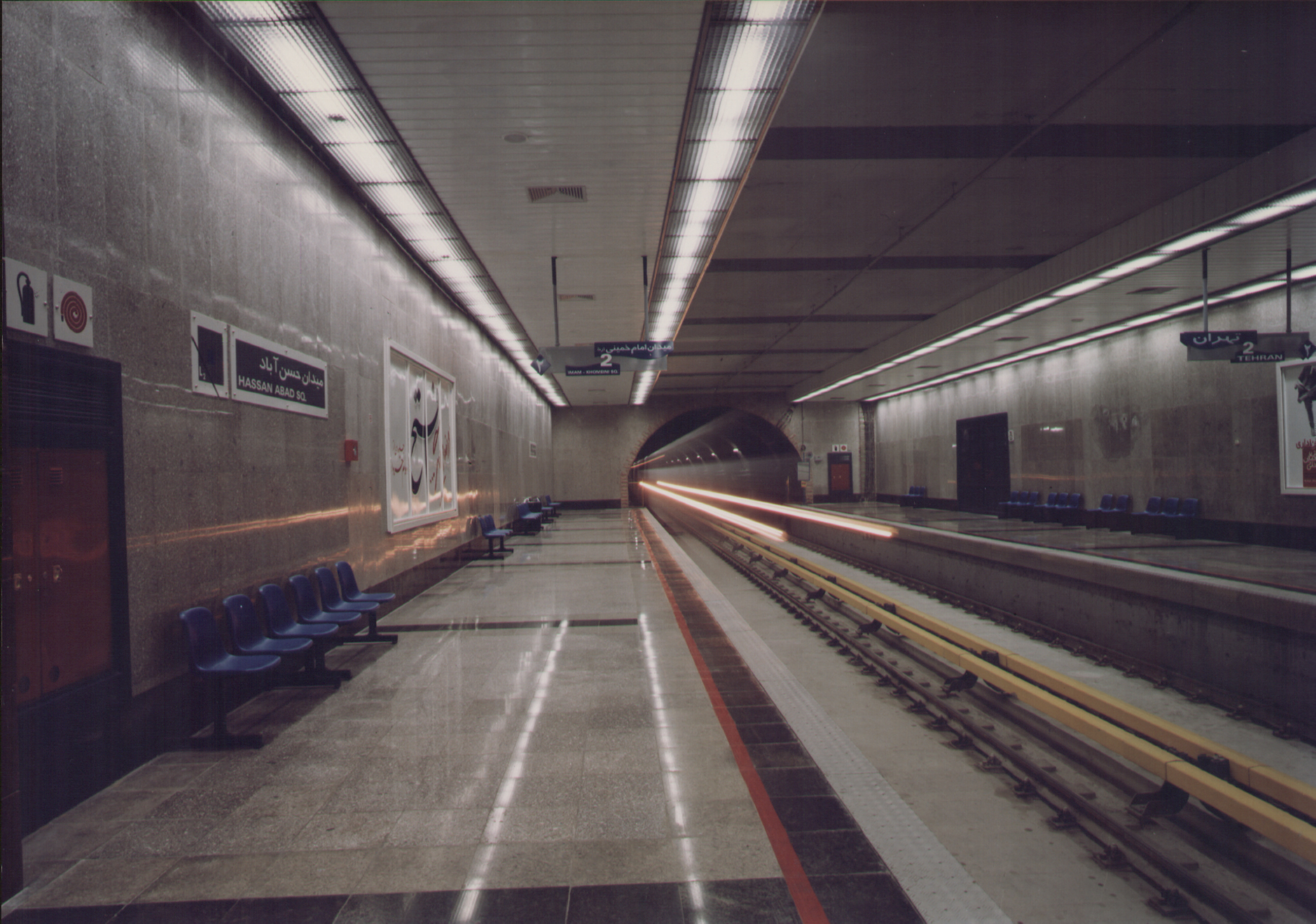
ایستگاه متروی حسن آباد تهران

ایستگاه متروی حسن‌آباد، یکی از ایستگاه‌های متروی تهران است که در میدان حسن‌آباد تهران واقع شده‌است. این ایستگاه با نام اختصاری L2 در خط دو مترو تهران قرار دارد. در مطالعات اولیه متروی تهران توسط شرکت فرانسوی سوفرتو ورودی‌های ایستگاه در داخل بدنه‌های تاریخی قرار داشت که امکان تخریب آن وجود داشت. در طرح ساماندهی میدان، همراه با بازسازی بدنه‌ها، ایجاد موزه آتش نشانی و زیرگذر سواره و تغییر نمای بانک ملی، طراحی ایستگاه حسن‌آباد نیز توسط مهندسین مشاور آمود انجام شده و ورودی‌های ایستگاه در هماهنگی با طرح مرمت میدان تاریخی با تغییراتی در داخل میدان جانمایی شده و کفسازی میدان سنگفرش گردید. همچنین با ایجاد زیرگذر سواره شمالی جنوبی خیابان حافظ، طرح ترافیکی میدان نیز در جهت آرام سازی سطح و امنیت بیشتر ورودی‌های ایستگاه انجام شد.